# Жанаконис (Келеський район)
Жанакони́с (каз. Жаңақоныс) — село у складі Келеського району Туркестанської області Казахстану. Входить до складу Кошкаратинського сільського округу.
Населення — 1018 осіб (2021; 844 у 2009, 703 у 1999, 687 у 1989).